# Zahlenschieber

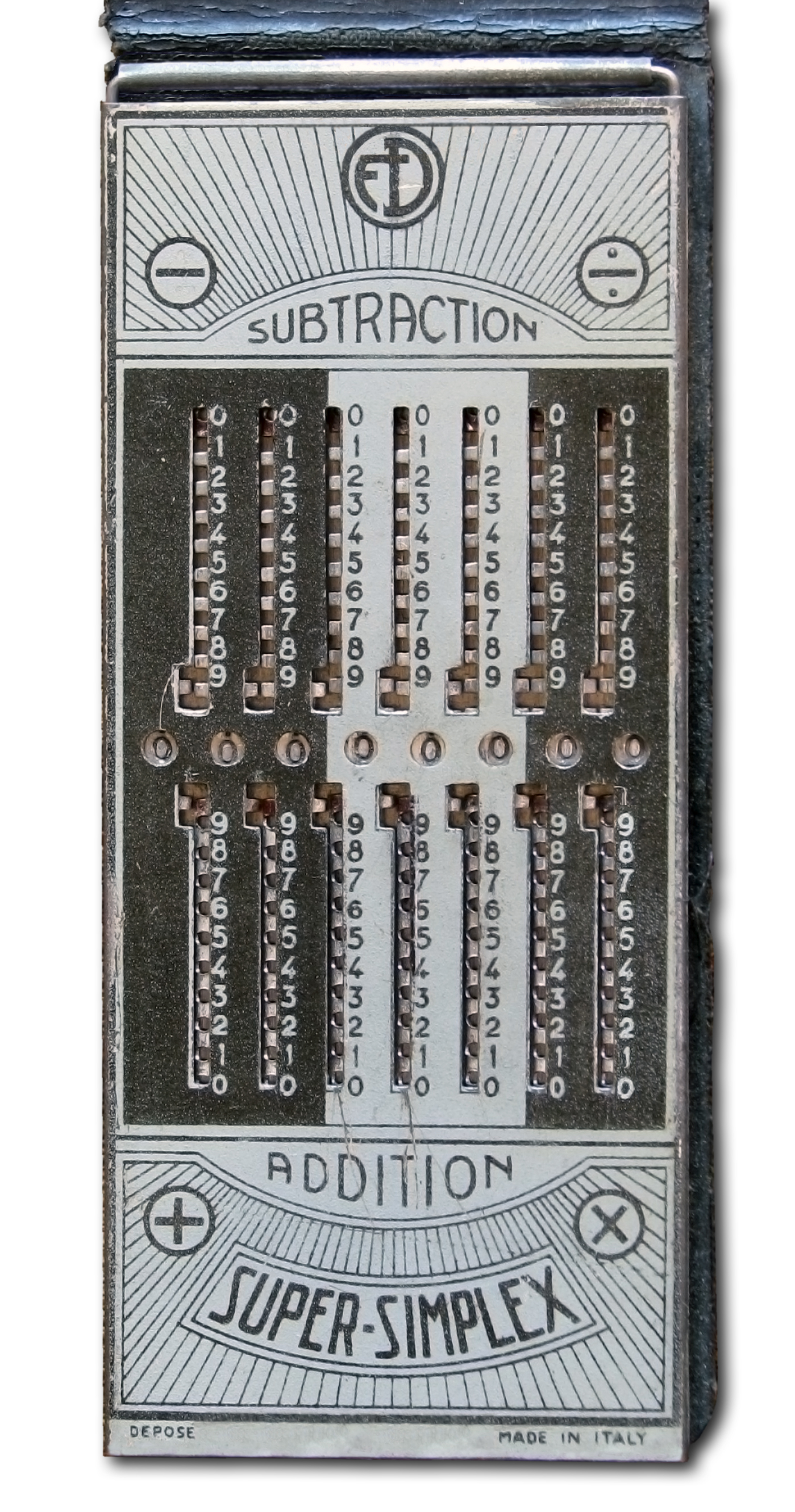
Zahlenschieber mit zwei Bedienbereichen: unten für Addition; oben für Subtraktion.
Durch Herausziehen des Bügels am oberen Rand können alle Stäbe auf 0 gestellt werden.

Der Zahlenschieber (auch Griffeladdierer) ist ein einfaches Rechengerät für Additionen und Subtraktionen von Zahlen. Er besteht aus mehreren in einem flachen Gehäuse parallel verschiebbaren Stäben, von denen jeder für eine Stelle im dezimalen Stellenwertsystem verwendet wird.
Für Addition und Subtraktion sind zwei verschiedene Bedienbereiche nötig. Bei manchen Geräten liegen diese untereinander oder die Stäbe lassen sich in beide Richtungen bewegen. Bei anderen Geräten befindet sich je ein Bereich auf der Vorder- und auf der Rückseite. Stäbe und Gehäuse sind dann kürzer als bei einseitig zu verwendenden Geräten.
Die meisten Geräte sind aus Metall, einfache Versionen bestehen aus Pappe. Eine Besonderheit ist die Kombination aus einem Rechenschieber und einem Zahlenschieber.
Den Zahlenschieber gab es schon im 16. Jahrhundert. 1847 wurde er von dem Deutschen Hermann Kummer, der einen halbautomatischen Zehnerübertrag erfand, vervollständigt. Allgemein bekannt und verwendet wurde der Zahlenschieber, als der Franzose Louis Troncet 1889 eine Version unter dem Namen Arithmographe auf den Markt gebracht hatte. Zahlenschieber wurden gebaut, bis sie in den 1980er-Jahren vom Taschenrechner abgelöst wurden. Eine der bekanntesten Marken war der in Deutschland gefertigte Addiator, der im englischen Sprachraum zum Synonym für Zahlenschieber wurde.

## Funktion
Die Stäbe sind in der Mitte über die Länge mit einer Ziffernreihe von 0 bis 9 versehen. Je eine dieser Ziffern ist als Teil des Rechenergebnisses durch ein kleines rundes Fenster im Flachgehäuse sichtbar. An beiden Langseiten sind die Stäbe geschlitzt. Neun von den linken Schlitzen sind durch lange schmale Fenster im Gehäuse von außen zur Bedienung zugänglich. Die schmalen Fenster haben an einem Ende eine hakenförmige Erweiterung. Sie sehen wie ein Spazierstock aus (deutlich ausgeführt beim Addiator, siehe unten). Durch den Hakenteil ist der momentan darunter befindliche Schlitz an der rechten Langseite des links benachbarten Stabes zugänglich, wodurch auf ihm der allfällig notwendige Zehnerübertrag bei der Bedienung erfolgt. Der links benachbarte Stab repräsentiert die nächsthöhere Dezimalstelle. Es gilt das übliche Stellenwertsystem: Die Einer sind ganz rechts. Nach links schließen die Zehner, Hunderter usw. an.
Zum Rechnen werden die Stäbe in Längsrichtung mit einem Griffel bewegt, der in einen der durch das schmale Fenster zugänglichen linken Schlitze eines Stabes gesteckt wird. Der auszuwählende Schlitz entspricht dem zu addierenden/subtrahierenden Zahlenwert und wird mit Hilfe der Ziffernskala gefunden, die am Rande jedes schmalen Fensters auf dem Gehäuse angebracht ist. Die Zehnerstellen werden einzeln bedient, wobei die Reihenfolge beliebig ist.

## Rechenbeispiel
Die Addition wird wie folgt durchgeführt (siehe nebenstehende Abbildung, unteres Bedienfeld):
1. Die Ausgangs-Anzeige sei in allen Dezimalstellen 0, was durch Herausziehen (und Zurückschieben) des Bügels (ganz oben in der Abbildung) erreicht wurde.
2. Eingabe einer 4: Griffel in Einer-Stabschlitz bei der 4 auf der Gehäuseskala einstecken und Stab bis zum Anschlag des Stiftes am Fensterende nach unten ziehen. Im zugehörenden Rundfenster erscheint das Ergebnis 4.
3. Addition einer 6: Griffel in Stabschlitz bei der 6 auf der Gehäuseskala einstecken. Nach der Eingabe der 4 befinden sich bei der 6 und höher andersfarbig gekennzeichnete Stabschlitze als Hinweis darauf, dass der dort „angefasste“ Stab in Gegenrichtung (nach oben) zu schieben ist. Am hakenförmigen Ende des Fensters verlässt die Griffelspitze den Stabschlitz und greift in einen rechtsrandigen Schlitz des links benachbarten Zehner-Stabes ein. Die am Hakenende des Fensters umgelenkte Bewegung des Griffels wird abwärts bis zum Hakenende weiter geführt, wobei der Zehner-Stab dem Ziffernwert 1 entsprechend von 0 auf 1 mitgenommen wird. Der Einer-Stab war dem Ziffernwert 4 entsprechend (Ergänzung des Summanden 6 zu 10) auf 0 (4−4) zurückgeschoben worden, als die Griffelspitze ausrastete. In den beiden zugehörenden Rundfenstern ist das Ergebnis 10 erschienen, wobei ein Zehnerübertrag von der Einer- zur Zehner-Stelle stattfand.
4. Weitere Addition einer 83: Die Vorgänge sind gleich wie in Schritte 2 (Addition der 3 auf dem Einer-Stab) und Schritt 3 (Addition der 8 auf dem Zehner-Stab). Das Ergebnis der Addition ist 93.
5. Weitere Addition einer 8: Griffel in Schlitz des Einer-Stabes bei der 8 auf der Gehäuseskala einstecken und nach oben schieben. Der Einer-Stab ist dem Ziffernwert 2 entsprechend (Ergänzung des Summanden 8 zu 10) auf 1 (3−2) zurückgeschoben worden, wenn die Griffelspitze ausrastet. Bei der Hakenfahrt der Griffelspitze wird der Zehner-Stab dem Ziffernwert 1 entsprechend über 9 hinausgeschoben. Die doppelte Zehnerübertragung über den Zehner- zum Hunderter-Stab ist noch nicht beendet. Im Rundfenster des Zehner-Stabes erscheint anstatt einer Ziffer eine farbige Fläche als warnender Hinweis darauf, dass die Zehnerübertragung noch abzuschließen ist. Griffel in Schlitz des Zehner-Stabes bei der 0 auf der Gehäuseskala einstecken und nach oben schieben. Der Zehner-Stab wird dabei um 10 Ziffernwerte (totale Höhe der schmalen Fenster) zurück auf 0 (9+1−10) geschoben. Bei der Fahrt des Griffels im Haken herunter wird der Hunderter-Stab dem Ziffernwert 1 entsprechend von 0 auf 1 mitgenommen. Das Schlussergebnis der Addition ist 101.

Die Subtraktion erfolgt vom obenliegenden, spiegelbildlich zum unteren ausgeführten Bedienfeld durch Bewegen derselben Stäbe. Die Vorgänge sind analog zu denen bei Addition, wobei die Bewegungsrichtungen auch spiegelbildlich sind. Mit den meisten Zahlenschiebern ist kein Rechnen mit negativem Ergebnis möglich. Subtrahiert werden kann nur, wenn vorher ein größerer oder gleich großer Wert addiert wurde. Sonderausführungen für möglichen negativen Saldo besitzen dafür ein extra Ergebnisfenster. Außerdem befindet sich auf deren Schiebern je eine zusätzliche, zur bisherigen komplementäre Zahlenreihe.
Zahlenschieber mit je einem Bedienfeld auf der Vorder- und auf der Rückseite werden zwischen beiden Seiten über Kopf (Drehen um eine Querachse) gewendet (Einer-Stab bleibt rechts). Dadurch sind die Bewegungsrichtungen und auch die Ansichten der beiden Bedienfelder gleich.

## Modell-Auswahl

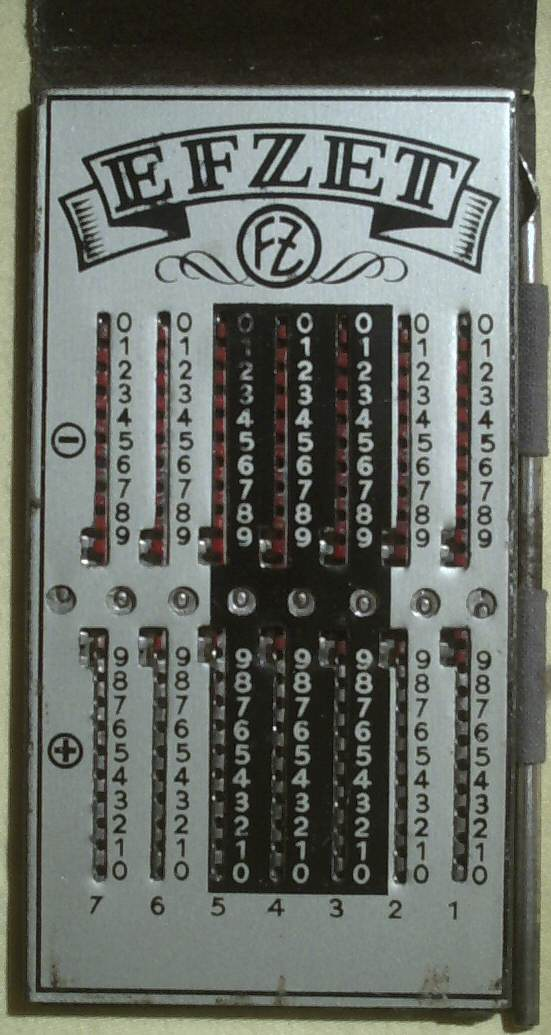
Zahlenschieber mit zwei Bedienfeldern auf gleicher Seite
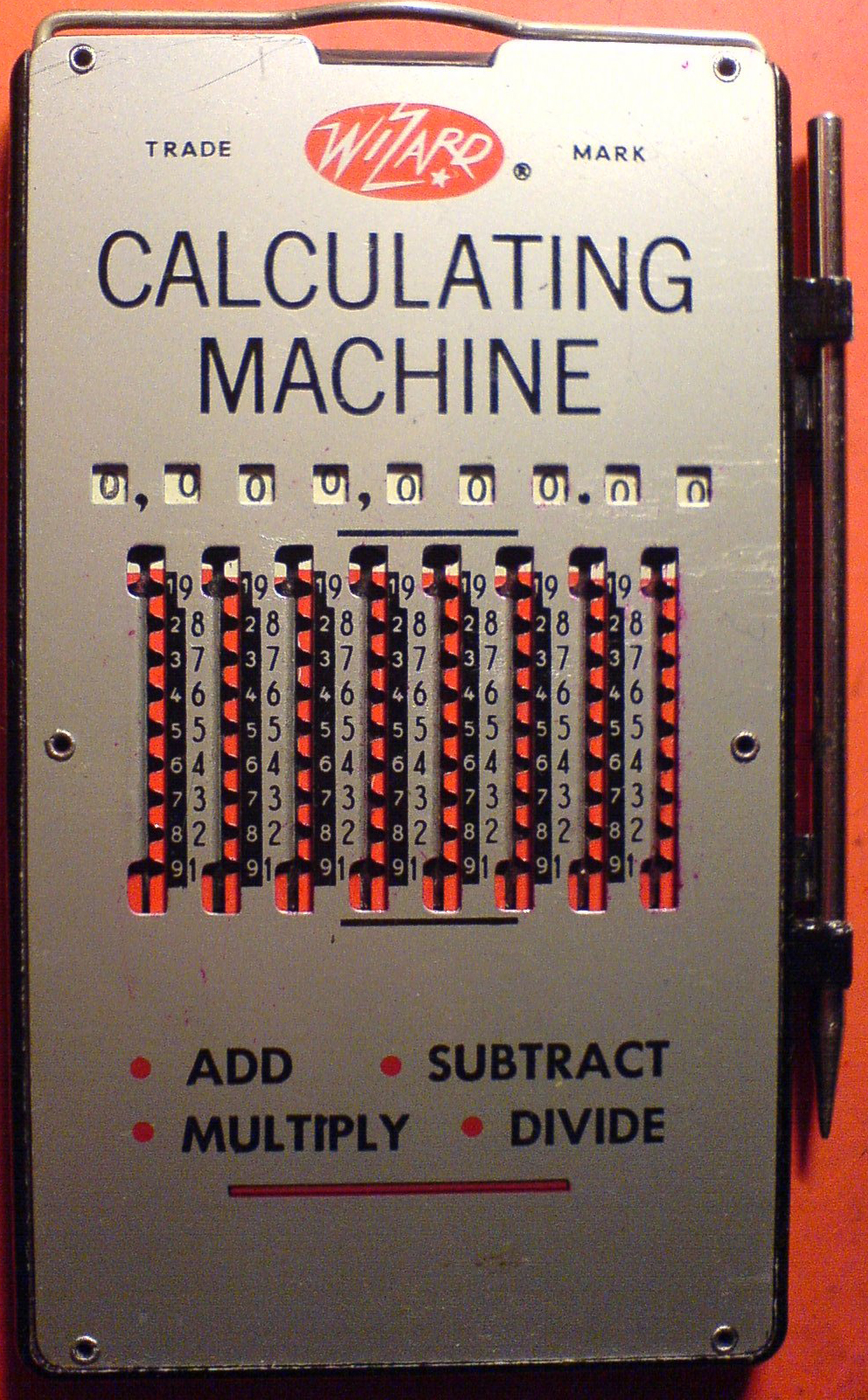
Wizard: Zahlenschieber mit einem Bedienfeld auf gleicher Seite (zwei parallele Bedienskalen)
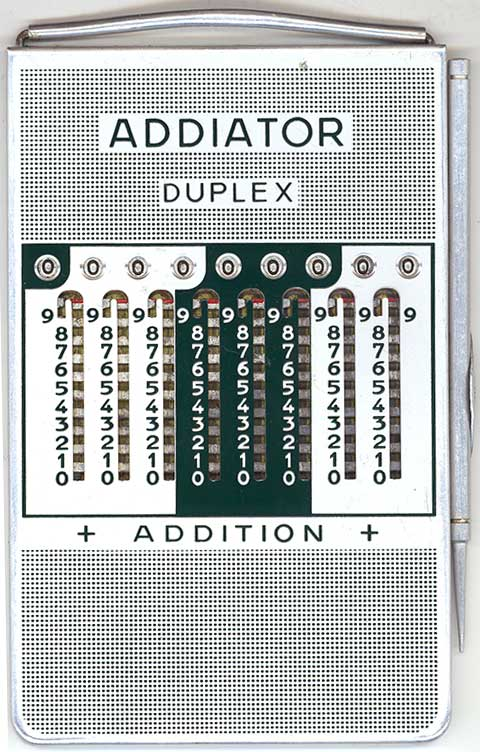
Addiator mit Bedienfeldern auf zwei Seiten
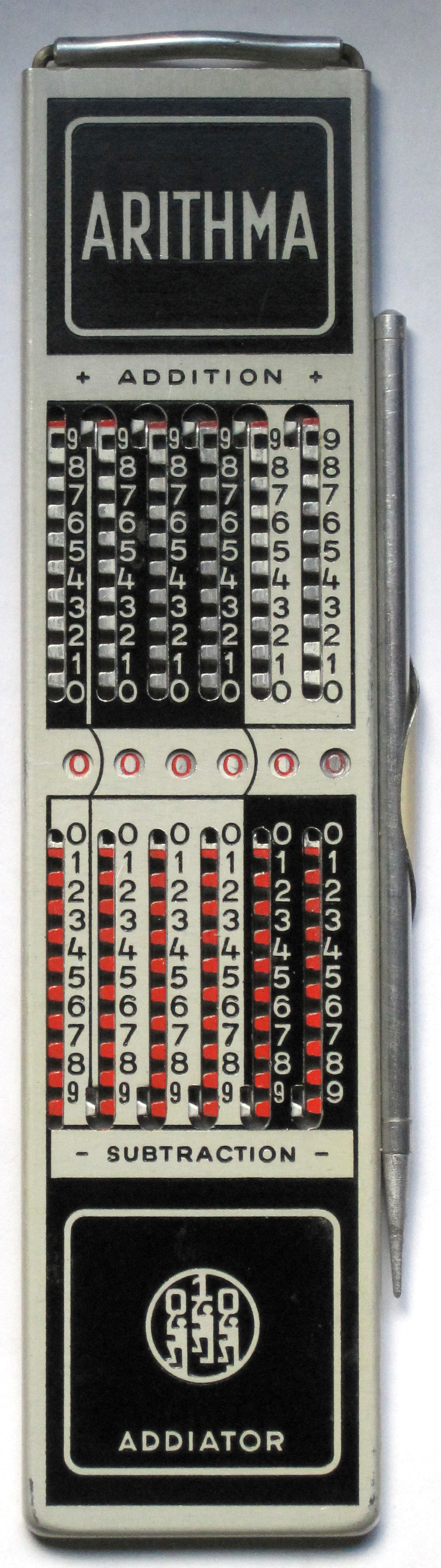
Addiator mit Bedienfeldern auf gleicher Seite
Logo der Marke Addiator